# Chủ tịch Hội đồng quốc phòng và an ninh Việt Nam
Chủ tịch Hội đồng Quốc phòng và An ninh là vị trí người đứng đầu của Hội đồng Quốc phòng và An ninh Việt Nam.
Chủ tịch, Phó Chủ tịch, 4 thành viên đều được thông qua bầu cử của Quốc hội. Chức vụ Chủ tịch do Chủ tịch nước nắm giữ mặc nhiên theo Hiến pháp.

## Khái quát
Hội đồng Quốc phòng và an ninh được lập ra theo điều 104 Hiến pháp nước Cộng hòa xã hội chủ nghĩa Việt Nam 1992, có nhiệm vụ động viên mọi lực lượng và khả năng của đất nước để bảo vệ Tổ quốc.
Chủ tịch của Hội đồng quốc phòng và an ninh Việt Nam là Chủ tịch nước Việt Nam. Chủ tịch đề nghị danh sách thành viên của hội đồng để Quốc hội phê chuẩn. Thành viên của Hội đồng quốc phòng và an ninh không nhất thiết là đại biểu Quốc hội.

## Quyền hạn của Chủ tịch Hội đồng quốc phòng và an ninh
- Kiêm là Thống lĩnh các lực lượng vũ trang;
- Đề nghị danh sách thành viên của Hội đồng để Quốc hội phê chuẩn;
- Triệu tập và chủ trì các phiên họp Hội đồng Quốc phòng và An ninh;
- Tuyên bố, bãi bỏ tình trạng khẩn cấp trong cả nước hoặc ở từng địa phương;
- Công bố quyết định hành động của Hội đồng cho Chính phủ, Quân đội nhân dân, Công an nhân dân, ngoại giao, người Việt Nam ở nước ngoài để bảo vệ Tổ quốc và các biển đảo.

## Chủ tịch Hội đồng các khóa

### Chủ tịch Hội đồng Quốc phòng Tối caoViệt Nam Dân chủ Cộng hòa(1948–1959)
| Nhiệm kỳ thứ | Hình | Họ tên                  | Bắt đầu nhiệm kỳ | Kết thúc nhiệm kỳ |
| ------------ | ---- | ----------------------- | ---------------- | ----------------- |
| 1            |      | Hồ Chí Minh (1890–1969) | 1948             | 1959              |

### Chủ tịch Hội đồng Quốc phòngViệt Nam Dân chủ Cộng hoà(1960–1976)
| Nhiệm kỳ thứ | Hình | Họ tên                    | Bắt đầu nhiệm kỳ | Kết thúc nhiệm kỳ | Ghi chú |
| ------------ | ---- | ------------------------- | ---------------- | ----------------- | ------- |
| 1            |      | Hồ Chí Minh (1890–1969)   | 1960             | 1969              |         |
| 2            |      | Tôn Đức Thắng (1888–1980) | 1969             | 1976              |         |

### Chủ tịch Hội đồng Quốc phòngCộng hòa Xã hội Chủ nghĩa Việt Nam(1976–1992)
| Nhiệm kỳ thứ | Hình | Họ tên                     | Bắt đầu nhiệm kỳ | Kết thúc nhiệm kỳ | Ghi chú |
| ------------ | ---- | -------------------------- | ---------------- | ----------------- | ------- |
| 1            |      | Tôn Đức Thắng (1888–1980)  | 1976             | 30/3/1980         |         |
| –            |      | Nguyễn Hữu Thọ (1910–1996) | 30/3/1980        | 4/7/1981          |         |
| 2            |      | Trường Chinh (1907–1988)   | 4/7/1981         | 18/6/1987         |         |
| 3            |      | Võ Chí Công (1912–2011)    | 18/6/1987        | 23/9/1992         |         |

### Chủ tịch Hội đồng quốc phòng và an ninh nướcCộng hòa xã hội chủ nghĩa Việt Nam(1992–nay)
| Nhiệm kỳ thứ | Hình | Họ tên                       | Bắt đầu nhiệm kỳ | Kết thúc nhiệm kỳ | Ghi chú                                           |
| ------------ | ---- | ---------------------------- | ---------------- | ----------------- | ------------------------------------------------- |
| 1            |      | Lê Đức Anh (1920–2019)       | 23/9/1992        | 23/9/1997         | Đại tướng Quân đội                                |
| 2            |      | Trần Đức Lương (1937–2025)   | 24/9/1997        | 27/6/2006         | Từ chức                                           |
| 3            |      | Nguyễn Minh Triết (1942)     | 27/6/2006        | 25/7/2011         |                                                   |
| 4            |      | Trương Tấn Sang (1949)       | 25/7/2011        | 2/4/2016          |                                                   |
| 5            |      | Trần Đại Quang (1956–2018)   | 2/4/2016         | 21/9/2018         | Đại tướng Công an Qua đời khi đang đương chức     |
| –            |      | Đặng Thị Ngọc Thịnh (1959)   | 21/9/2018        | 23/10/2018        | Quyền Chủ tịch (sau khi Trần Đại Quang qua đời)   |
| 6            |      | Nguyễn Phú Trọng (1944–2024) | 23/10/2018       | 5/4/2021          |                                                   |
| 7            |      | Nguyễn Xuân Phúc (1954)      | 5/4/2021         | 18/1/2023         | Từ chức                                           |
| –            |      | Võ Thị Ánh Xuân (1970)       | 18/1/2023        | 2/3/2023          | Quyền Chủ tịch (sau khi Nguyễn Xuân Phúc từ chức) |
| 8            |      | Võ Văn Thưởng (1970)         | 2/3/2023         | 21/3/2024         | Từ chức                                           |
| –            |      | Võ Thị Ánh Xuân (1970)       | 21/3/2024        | 22/05/2024        | Quyền Chủ tịch (sau khi Võ Văn Thưởng từ chức)    |
| 9            |      | Tô Lâm                       | 22/05/2024       | 21/10/2024        |                                                   |
| 10           |      | Lương Cường                  | 21/10/2024       | nay               |                                                   |

## Thành viên Hội đồng quốc phòng các khóa

### Hội đồng Quốc phòng Tối caoViệt Nam Dân chủ Cộng hòa
| Số thứ tự | Quốc hội khóa | Chủ tịch    | Phó Chủ tịch  | Thời gian nhiệm kỳ | Thành viên     | Nhiệm kỳ  | Ghi chú |
| --------- | ------------- | ----------- | ------------- | ------------------ | -------------- | --------- | ------- |
| 1         | I             | Hồ Chí Minh | Lê Văn Hiến   | 1948–1949          | Phan Kế Toại   | 1948–1959 |         |
| 1         | I             | Hồ Chí Minh | Lê Văn Hiến   | 1948–1949          | Phan Anh       | 1948–1959 |         |
| 1         | I             | Hồ Chí Minh | Phạm Văn Đồng | 1949–1959          | Võ Nguyên Giáp | 1948–1959 |         |
| 1         | I             | Hồ Chí Minh | Phạm Văn Đồng | 1949–1959          | Tạ Quang Bửu   | 1948–1959 |         |

### Hội đồng Quốc phòng nướcViệt Nam Dân chủ Cộng hòa
| Số thứ tự | Quốc hội khóa | Chủ tịch      | Phó Chủ tịch                 | Thời gian nhiệm kỳ | Thành viên       | Nhiệm kỳ  | Ghi chú |
| --------- | ------------- | ------------- | ---------------------------- | ------------------ | ---------------- | --------- | ------- |
| 1         | II            | Hồ Chí Minh   | Phạm Văn Đồng Võ Nguyên Giáp | 1960–1964          | Văn Tiến Dũng    | 1960–1964 |         |
| 1         | II            | Hồ Chí Minh   | Phạm Văn Đồng Võ Nguyên Giáp | 1960–1964          | Nguyễn Chí Thanh | 1960–1964 |         |
| 1         | II            | Hồ Chí Minh   | Phạm Văn Đồng Võ Nguyên Giáp | 1960–1964          | Nguyễn Duy Trinh | 1960–1964 |         |
| 1         | II            | Hồ Chí Minh   | Phạm Văn Đồng Võ Nguyên Giáp | 1960–1964          | Trần Quốc Hoàn   | 1960–1964 |         |
| 1         | II            | Hồ Chí Minh   | Phạm Văn Đồng Võ Nguyên Giáp | 1960–1964          | Nguyễn Văn Trân  | 1960–1964 |         |
| 1         | II            | Hồ Chí Minh   | Phạm Văn Đồng Võ Nguyên Giáp | 1960–1964          | Chu Văn Tấn      | 1960–1964 |         |
| 2         | III           | Hồ Chí Minh   | Phạm Văn Đồng Võ Nguyên Giáp | 1964–1971          | Nguyễn Chí Thanh | 1964–1971 |         |
| 2         | III           | Hồ Chí Minh   | Phạm Văn Đồng Võ Nguyên Giáp | 1964–1971          | Nguyễn Duy Trinh | 1964–1971 |         |
| 2         | III           | Hồ Chí Minh   | Phạm Văn Đồng Võ Nguyên Giáp | 1964–1971          | Văn Tiến Dũng    | 1964–1971 |         |
| 2         | III           | Hồ Chí Minh   | Phạm Văn Đồng Võ Nguyên Giáp | 1964–1971          | Trần Quốc Hoàn   | 1964–1971 |         |
| 2         | III           | Hồ Chí Minh   | Phạm Văn Đồng Võ Nguyên Giáp | 1964–1971          | Nguyễn Văn Trân  | 1964–1971 |         |
| 2         | III           | Hồ Chí Minh   | Phạm Văn Đồng Võ Nguyên Giáp | 1964–1971          | Chu Văn Tấn      | 1964–1971 |         |
| 2         | III           | Hồ Chí Minh   | Phạm Văn Đồng Võ Nguyên Giáp | 1964–1971          | Song Hào         | 1964–1971 |         |
| 3         | IV            | Tôn Đức Thắng | Phạm Văn Đồng                | 1971–1975          | Lê Duẩn          | 1971–1975 |         |
| 3         | IV            | Tôn Đức Thắng | Phạm Văn Đồng                | 1971–1975          | Trường Chinh     | 1971–1975 |         |
| 3         | IV            | Tôn Đức Thắng | Phạm Văn Đồng                | 1971–1975          | Võ Nguyên Giáp   | 1971–1975 |         |
| 3         | IV            | Tôn Đức Thắng | Phạm Văn Đồng                | 1971–1975          | Văn Tiến Dũng    | 1971–1975 |         |
| 3         | IV            | Tôn Đức Thắng | Phạm Văn Đồng                | 1971–1975          | Trần Quốc Hoàn   | 1971–1975 |         |
| 3         | IV            | Tôn Đức Thắng | Phạm Văn Đồng                | 1971–1975          | Nguyễn Côn       | 1971–1975 |         |
| 3         | IV            | Tôn Đức Thắng | Phạm Văn Đồng                | 1971–1975          | Chu Văn Tấn      | 1971–1975 |         |
| 3         | IV            | Tôn Đức Thắng | Phạm Văn Đồng                | 1971–1975          | Song Hào         | 1971–1975 |         |
| 3         | IV            | Tôn Đức Thắng | Phạm Văn Đồng                | 1971–1975          | Trần Hữu Dực     | 1971–1975 |         |
| 4         | V             | Tôn Đức Thắng | Phạm Văn Đồng                | 1975–1976          | Lê Duẩn          | 1975–1976 |         |
| 4         | V             | Tôn Đức Thắng | Phạm Văn Đồng                | 1975–1976          | Trường Chinh     | 1975–1976 |         |
| 4         | V             | Tôn Đức Thắng | Phạm Văn Đồng                | 1975–1976          | Võ Nguyên Giáp   | 1975–1976 |         |
| 4         | V             | Tôn Đức Thắng | Phạm Văn Đồng                | 1975–1976          | Lê Thanh Nghị    | 1975–1976 |         |
| 4         | V             | Tôn Đức Thắng | Phạm Văn Đồng                | 1975–1976          | Trần Quốc Hoàn   | 1975–1976 |         |
| 4         | V             | Tôn Đức Thắng | Phạm Văn Đồng                | 1975–1976          | Văn Tiến Dũng    | 1975–1976 |         |
| 4         | V             | Tôn Đức Thắng | Phạm Văn Đồng                | 1975–1976          | Song Hào         | 1975–1976 |         |

### Hội đồng Quốc phòng Cộng hòa Xã hội Chủ nghĩa Việt Nam
| Số thứ tự | Quốc hội khóa | Chủ tịch      | Phó Chủ tịch  | Thời gian nhiệm kỳ | Thành viên       | Nhiệm kỳ  | Ghi chú |
| --------- | ------------- | ------------- | ------------- | ------------------ | ---------------- | --------- | ------- |
| 1         | VI            | Tôn Đức Thắng | Phạm Văn Đồng | 1976–1981          | Lê Duẩn          | 1976–1981 |         |
| 1         | VI            | Tôn Đức Thắng | Phạm Văn Đồng | 1976–1981          | Trường Chinh     | 1976–1981 |         |
| 1         | VI            | Tôn Đức Thắng | Phạm Văn Đồng | 1976–1981          | Võ Nguyên Giáp   | 1976–1981 |         |
| 1         | VI            | Tôn Đức Thắng | Phạm Văn Đồng | 1976–1981          | Lê Thanh Nghị    | 1976–1981 |         |
| 1         | VI            | Tôn Đức Thắng | Phạm Văn Đồng | 1976–1981          | Trần Quốc Hoàn   | 1976–1981 |         |
| 1         | VI            | Tôn Đức Thắng | Phạm Văn Đồng | 1976–1981          | Văn Tiến Dũng    | 1976–1981 |         |
| 1         | VI            | Tôn Đức Thắng | Phạm Văn Đồng | 1976–1981          | Phạm Hùng        | 1976–1981 |         |
| 1         | VI            | Tôn Đức Thắng | Phạm Văn Đồng | 1976–1981          | Nguyễn Duy Trinh | 1976–1981 |         |
| 2         | VII           | Trường Chinh  | Phạm Văn Đồng | 1981–1987          | Phạm Hùng        | 1981–1987 |         |
| 2         | VII           | Trường Chinh  | Phạm Văn Đồng | 1981–1987          | Văn Tiến Dũng    | 1981–1987 |         |
| 2         | VII           | Trường Chinh  | Phạm Văn Đồng | 1981–1987          | Tố Hữu           | 1981–1987 |         |
| 3         | VIII          | Võ Chí Công   | Phạm Hùng     | 1987–1992          | Lê Đức Anh       | 1987–1992 |         |
| 3         | VIII          | Võ Chí Công   | Phạm Hùng     | 1987–1992          | Nguyễn Cơ Thạch  | 1987–1992 |         |
| 3         | VIII          | Võ Chí Công   | Phạm Hùng     | 1987–1992          | Mai Chí Thọ      | 1987–1992 |         |

### Hội đồng Quốc phòng và An ninh nước Cộng hòa xã hội chủ nghĩa Việt Nam
| Số thứ tự | Quốc hội khóa | Chủ tịch            | Phó Chủ tịch     | Thời gian nhiệm kỳ   | Thành viên                          | Nhiệm kỳ  | Ghi chú                                                    |
| --------- | ------------- | ------------------- | ---------------- | -------------------- | ----------------------------------- | --------- | ---------------------------------------------------------- |
| 1         | IX            | Lê Đức Anh          | Võ Văn Kiệt      | 1992–1997            | Đoàn Khuê                           | 1992–1997 |                                                            |
| 1         | IX            | Lê Đức Anh          | Võ Văn Kiệt      | 1992–1997            | Bùi Thiện Ngộ                       | 1992–1997 |                                                            |
| 1         | IX            | Lê Đức Anh          | Võ Văn Kiệt      | 1992–1997            | Nông Đức Mạnh                       | 1992–1997 |                                                            |
| 1         | IX            | Lê Đức Anh          | Võ Văn Kiệt      | 1992–1997            | Nguyễn Mạnh Cầm                     | 1992–1997 |                                                            |
| 2         | X             | Trần Đức Lương      | Phan Văn Khải    | 1997–2002            | Nông Đức Mạnh                       | 1997–2002 |                                                            |
| 2         | X             | Trần Đức Lương      | Phan Văn Khải    | 1997–2002            | Nguyễn Mạnh Cầm                     | 1997–2002 |                                                            |
| 2         | X             | Trần Đức Lương      | Phan Văn Khải    | 1997–2002            | Phạm Văn Trà                        | 1997–2002 |                                                            |
| 2         | X             | Trần Đức Lương      | Phan Văn Khải    | 1997–2002            | Lê Minh Hương                       | 1997–2002 |                                                            |
| 3         | XI            | Trần Đức Lương      | Phan Văn Khải    | 2002–2006            | Nguyễn Văn An                       | 2002–2007 |                                                            |
| 3         | XI            | Trần Đức Lương      | Phan Văn Khải    | 2002–2006            | Phạm Văn Trà                        | 2002–2007 |                                                            |
| 3         | XI            | Trần Đức Lương      | Phan Văn Khải    | 2002–2006            | Lê Hồng Anh                         | 2002–2007 |                                                            |
| 3         | XI            | Trần Đức Lương      | Phan Văn Khải    | 2002–2006            | Nguyễn Dy Niên                      | 2002–2007 |                                                            |
| 4         | XI            | Nguyễn Minh Triết   | Nguyễn Tấn Dũng  | 2006–2007            | Nguyễn Phú Trọng                    | 2002–2007 |                                                            |
| 4         | XI            | Nguyễn Minh Triết   | Nguyễn Tấn Dũng  | 2006–2007            | Phùng Quang Thanh                   | 2002–2007 |                                                            |
| 4         | XI            | Nguyễn Minh Triết   | Nguyễn Tấn Dũng  | 2006–2007            | Lê Hồng Anh                         | 2002–2007 |                                                            |
| 4         | XI            | Nguyễn Minh Triết   | Nguyễn Tấn Dũng  | 2006–2007            | Phạm Gia Khiêm                      | 2002–2007 |                                                            |
| 5         | XII           | Nguyễn Minh Triết   | Nguyễn Tấn Dũng  | 2007–2011            | Nguyễn Phú Trọng                    | 2007–2011 |                                                            |
| 5         | XII           | Nguyễn Minh Triết   | Nguyễn Tấn Dũng  | 2007–2011            | Phùng Quang Thanh                   | 2007–2011 |                                                            |
| 5         | XII           | Nguyễn Minh Triết   | Nguyễn Tấn Dũng  | 2007–2011            | Lê Hồng Anh                         | 2007–2011 |                                                            |
| 5         | XII           | Nguyễn Minh Triết   | Nguyễn Tấn Dũng  | 2007–2011            | Phạm Gia Khiêm                      | 2007–2011 |                                                            |
| 6         | XIII          | Trương Tấn Sang     | Nguyễn Tấn Dũng  | 2011–2016            | Nguyễn Sinh Hùng                    | 2011–2016 |                                                            |
| 6         | XIII          | Trương Tấn Sang     | Nguyễn Tấn Dũng  | 2011–2016            | Phùng Quang Thanh                   | 2011–2016 |                                                            |
| 6         | XIII          | Trương Tấn Sang     | Nguyễn Tấn Dũng  | 2011–2016            | Trần Đại Quang                      | 2011–2016 |                                                            |
| 6         | XIII          | Trương Tấn Sang     | Nguyễn Tấn Dũng  | 2011–2016            | Phạm Bình Minh                      | 2011–2016 |                                                            |
| 7         | XIV           | Trần Đại Quang      | Nguyễn Xuân Phúc | 2016–2018            | Nguyễn Thị Kim Ngân                 | 2016–2021 | Mất khi đang tại nhiệm                                     |
| 7         | XIV           | Trần Đại Quang      | Nguyễn Xuân Phúc | 2016–2018            | Ngô Xuân Lịch                       | 2016–2021 | Mất khi đang tại nhiệm                                     |
| 7         | XIV           | Trần Đại Quang      | Nguyễn Xuân Phúc | 2016–2018            | Tô Lâm                              | 2016–2021 | Mất khi đang tại nhiệm                                     |
| 7         | XIV           | Trần Đại Quang      | Nguyễn Xuân Phúc | 2016–2018            | Phạm Bình Minh                      | 2016–2021 | Mất khi đang tại nhiệm                                     |
| -         | XIV           | Đặng Thị Ngọc Thịnh | Nguyễn Xuân Phúc | 9/2018–10/2018       | Nguyễn Thị Kim Ngân                 | 2016–2021 | Quyền Chủ tịch Hội đồng (sau khi Trần Đại Quang qua đời)   |
| -         | XIV           | Đặng Thị Ngọc Thịnh | Nguyễn Xuân Phúc | 9/2018–10/2018       | Ngô Xuân Lịch                       | 2016–2021 | Quyền Chủ tịch Hội đồng (sau khi Trần Đại Quang qua đời)   |
| -         | XIV           | Đặng Thị Ngọc Thịnh | Nguyễn Xuân Phúc | 9/2018–10/2018       | Tô Lâm                              | 2016–2021 | Quyền Chủ tịch Hội đồng (sau khi Trần Đại Quang qua đời)   |
| -         | XIV           | Đặng Thị Ngọc Thịnh | Nguyễn Xuân Phúc | 9/2018–10/2018       | Phạm Bình Minh                      | 2016–2021 | Quyền Chủ tịch Hội đồng (sau khi Trần Đại Quang qua đời)   |
| 8         | XIV           | Nguyễn Phú Trọng    | Nguyễn Xuân Phúc | 2018–2021            | Nguyễn Thị Kim Ngân                 | 2016–2021 |                                                            |
| 8         | XIV           | Nguyễn Phú Trọng    | Nguyễn Xuân Phúc | 2018–2021            | Ngô Xuân Lịch                       | 2016–2021 |                                                            |
| 8         | XIV           | Nguyễn Phú Trọng    | Nguyễn Xuân Phúc | 2018–2021            | Tô Lâm                              | 2016–2021 |                                                            |
| 8         | XIV           | Nguyễn Phú Trọng    | Nguyễn Xuân Phúc | 2018–2021            | Phạm Bình Minh                      | 2016–2021 |                                                            |
| 9         | XIV           | Nguyễn Xuân Phúc    | Phạm Minh Chính  | 2021–2021            | Vương Đình Huệ                      | 2016–2021 |                                                            |
| 9         | XIV           | Nguyễn Xuân Phúc    | Phạm Minh Chính  | 2021–2021            | Phan Văn Giang                      | 2016–2021 |                                                            |
| 9         | XIV           | Nguyễn Xuân Phúc    | Phạm Minh Chính  | 2021–2021            | Tô Lâm                              | 2016–2021 |                                                            |
| 9         | XIV           | Nguyễn Xuân Phúc    | Phạm Minh Chính  | 2021–2021            | Bùi Thanh Sơn                       | 2016–2021 |                                                            |
| 10        | XV            | Nguyễn Xuân Phúc    | Phạm Minh Chính  | 2021–2023            | Vương Đình Huệ                      | 2021–2026 |                                                            |
| 10        | XV            | Nguyễn Xuân Phúc    | Phạm Minh Chính  | 2021–2023            | Phan Văn Giang                      | 2021–2026 |                                                            |
| 10        | XV            | Nguyễn Xuân Phúc    | Phạm Minh Chính  | 2021–2023            | Tô Lâm                              | 2021–2026 |                                                            |
| 10        | XV            | Nguyễn Xuân Phúc    | Phạm Minh Chính  | 2021–2023            | Bùi Thanh Sơn                       | 2021–2026 |                                                            |
| -         | XV            | Võ Thị Ánh Xuân     | Phạm Minh Chính  | 1/2023–3/2023        | Vương Đình Huệ                      | 2021–2026 | Quyền Chủ tịch Hội đồng (sau khi Nguyễn Xuân Phúc từ chức) |
| -         | XV            | Võ Thị Ánh Xuân     | Phạm Minh Chính  | 1/2023–3/2023        | Phan Văn Giang                      | 2021–2026 | Quyền Chủ tịch Hội đồng (sau khi Nguyễn Xuân Phúc từ chức) |
| -         | XV            | Võ Thị Ánh Xuân     | Phạm Minh Chính  | 1/2023–3/2023        | Tô Lâm                              | 2021–2026 | Quyền Chủ tịch Hội đồng (sau khi Nguyễn Xuân Phúc từ chức) |
| -         | XV            | Võ Thị Ánh Xuân     | Phạm Minh Chính  | 1/2023–3/2023        | Bùi Thanh Sơn                       | 2021–2026 | Quyền Chủ tịch Hội đồng (sau khi Nguyễn Xuân Phúc từ chức) |
| 11        | XV            | Võ Văn Thưởng       | Phạm Minh Chính  | 2/3/2023–21/3/2024   | Vương Đình Huệ                      | 2021–2026 |                                                            |
| 11        | XV            | Võ Văn Thưởng       | Phạm Minh Chính  | 2/3/2023–21/3/2024   | Phan Văn Giang                      | 2021–2026 |                                                            |
| 11        | XV            | Võ Văn Thưởng       | Phạm Minh Chính  | 2/3/2023–21/3/2024   | Tô Lâm                              | 2021–2026 |                                                            |
| 11        | XV            | Võ Văn Thưởng       | Phạm Minh Chính  | 2/3/2023–21/3/2024   | Bùi Thanh Sơn                       | 2021–2026 |                                                            |
| -         | XV            | Võ Thị Ánh Xuân     | Phạm Minh Chính  | 21/3/2024–22/5/2024  | Vương Đình Huệ (đến 2/5/2024)       | 2021–2026 | Quyền Chủ tịch Hội đồng (sau khi Võ Văn Thưởng từ chức)    |
| -         | XV            | Võ Thị Ánh Xuân     | Phạm Minh Chính  | 21/3/2024–22/5/2024  | Phan Văn Giang                      | 2021–2026 | Quyền Chủ tịch Hội đồng (sau khi Võ Văn Thưởng từ chức)    |
| -         | XV            | Võ Thị Ánh Xuân     | Phạm Minh Chính  | 21/3/2024–22/5/2024  | Tô Lâm (đến 22/5/2024)              | 2021–2026 | Quyền Chủ tịch Hội đồng (sau khi Võ Văn Thưởng từ chức)    |
| -         | XV            | Võ Thị Ánh Xuân     | Phạm Minh Chính  | 21/3/2024–22/5/2024  | Bùi Thanh Sơn                       | 2021–2026 | Quyền Chủ tịch Hội đồng (sau khi Võ Văn Thưởng từ chức)    |
| 12        | XV            | Tô Lâm              | Phạm Minh Chính  | 22/5/2024–21/10/2024 | Trần Thanh Mẫn                      | 2021–2026 |                                                            |
| 12        | XV            | Tô Lâm              | Phạm Minh Chính  | 22/5/2024–21/10/2024 | Phan Văn Giang                      | 2021–2026 |                                                            |
| 12        | XV            | Tô Lâm              | Phạm Minh Chính  | 22/5/2024–21/10/2024 | Bùi Thanh Sơn                       | 2021–2026 |                                                            |
| 12        | XV            | Tô Lâm              | Phạm Minh Chính  | 22/5/2024–21/10/2024 | Lương Tam Quang (từ 06/06/2024-nay) | 2021–2026 |                                                            |
| 13        | XV            | Lương Cường         | Phạm Minh Chính  | 21/10/2024 - nay     | Trần Thanh Mẫn                      | 2021–2026 |                                                            |
| 13        | XV            | Lương Cường         | Phạm Minh Chính  | 21/10/2024 - nay     | Phan Văn Giang                      | 2021–2026 |                                                            |
| 13        | XV            | Lương Cường         | Phạm Minh Chính  | 21/10/2024 - nay     | Bùi Thanh Sơn                       | 2021–2026 |                                                            |
| 13        | XV            | Lương Cường         | Phạm Minh Chính  | 21/10/2024 - nay     | Lương Tam Quang                     | 2021–2026 |                                                            |